# نادي برومابويكارنا
نادي برومابويكارنا لكرة القدم (Idrottsföreningen Brommapojkarna) هو نادي كرة قدم سويدي، تأسس سنة 1942.